# Lifeblood
Lifeblood ist ein Album der walisischen Band Manic Street Preachers. Es wurde am 1. November 2004 veröffentlicht. Das Album markierte einen markanten Stilwechsel bei der Musik der Gruppe; die Manics kamen vom harschen politischen Rock des Vorgängers zu einem persönlichen Pop. Die politischen Texte von Know Your Enemy wichen emotionalen Lyrics. Auf Lifeblood wurde auch erstmals auf den seit 1995 verschollenen Rhythmus-Gitarristen Richey James Edwards Bezug genommen.

## Inhalt
Lifeblood war – ähnlich wie das 1998 erschienene This Is My Truth Tell Me Yours – eher am Soul und an der Popmusik orientiert als die anderen Platten der Band, welche sich vor allem am Punk von The Clash ausrichteten. Zum ersten Mal wurden auch des Öfteren Synthesizer und Keyboards benutzt. Die erfolgreiche Single The Love of Richard Nixon, welche in Großbritannien die Nummer zwei der UK Top 40 erreichte, beinhaltete laut Nicky Wire keinen Gitarren, sondern nur Synthies und Schlagzeug. Die Single grenzte sich aber dadurch von den anderen Liedern des Albums ab, dass es einen politischen Text hatte, welcher aber – ungewohnt für die Band – Sympathien für einen Politiker der politischen Rechten, den republikanischen US-Präsidenten Richard Nixon zeigte. Die anderen Songs der CD waren weniger politisch, da Nicky Wire nicht einer Debatte beitreten wollte, „bei der Green Day, Chris Martin und Fran Healy“ (Sänger der Band Travis) „mitmachen“. Während das Album von den meisten Kritikern positiv aufgenommen wurde (Mojo) nannte Lifeblood „Ein Album, welches seine subtilen, aber aufdringlichen Melodien mit Würde und Reife festnagelt“, gab es auch Kritik: Q nannte das Album „Miserabel und saftlos“. Auch bei den Fans der Gruppe schieden sich die Meinungen; mit Ausnahme von Know Your Enemy hat kein Album der Band einen schwächeren Durchschnitt auf Rate Your Music. Auch der kommerzielle Erfolg blieb aus: Lifeblood landete nur auf Platz 13 der britischen Charts – die schwächste Platzierung seit dem Debüt Generation Terrorists – und fiel nach 2 Wochen wieder aus der Hitparade. Die beiden Singles The Love of Richard Nixon und Empty Souls erreichten jeweils den zweiten Platz in der britischen Hitparade.

## Titelliste
Alle Texte geschrieben von Nicky Wire, Musik geschrieben von James Dean Bradfield und Sean Moore, außer wo anders vermerkt.
1. 1985 – 4:08
2. The Love of Richard Nixon – 3:38
3. Empty Souls – 4:05
4. A Song for Departure – 4:20
5. I Live to Fall Asleep – 3:57
6. To Repel Ghosts – 3:58
7. Emily – 3:34
8. Glasnost – 3:14
9. Always/Never – 3:42
10. Solitude Sometimes Is – 3:21
11. Fragments – 4:02 (T: Nicky Wire und Patrick Jones)
12. Cardiff Afterlife – 3:27